# Operazione N.A.S.
Operazione N.A.S. è un programma televisivo italiano prodotto da Hangar per Discovery Italia, trasmesso su NOVE

## Il programma
Dedicato alle operazioni del Nucleo Antisofisticazioni e Sanità dell'Arma dei Carabinieri. Nella seconda stagione oltre al Comando di Roma, si sono aggiunti quello di Caserta, Firenze, Latina, Napoli e Pescara.
La voce fuori campo è quella del doppiatore Alessio Cigliano.
Il programma è andato in onda dall'11 febbraio 2018 al 12 aprile 2019 con le prime tre stagioni. Nel 2023 viene prodotta una quarta stagione, in onda dal 24 novembre anche su DMAX.

## Episodi
| Stagione | Episodi  | Prima TV originale | Prima TV originale | Free TV | Pay TV     |
| Stagione | Episodi  | Prima puntata      | Ultima puntata     | Free TV | Pay TV     |
| -------- | -------- | ------------------ | ------------------ | ------- | ---------- |
| 1        | 21       | 11 febbraio 2018   | 12 marzo 2018      | NOVE    | Discovery+ |
| 2        | 40       | 3 settembre 2018   | 26 ottobre 2018    | NOVE    | Discovery+ |
| 3        | 30       | 11 marzo 2019      | 12 aprile 2019     | NOVE    | Discovery+ |
| 4        | in corso | 24 novembre 2023   | in corso           | DMAX    | Discovery+ |